# Championnat du Kazakhstan féminin de volley-ball
Le Championnat du Kazakhstan de volley-ball féminin est une compétition de volley-ball organisée par la Fédération de la république du kazakhstan de volley-ball (Федерация волейбола Республики Казахстан, ФВРК). Il a été créé en 1992.

## Palmarès
| Année | Champion             | Finaliste           | Troisième           |
| ----- | -------------------- | ------------------- | ------------------- |
| 1993  | Azia-ADK Alma-Ata    |                     |                     |
| 1994  | ADK Alma-Ata         |                     |                     |
| 1995  | Pouls Pavlodar       |                     |                     |
| 1996  | Bazis-ADK Alma-Ata   |                     |                     |
| 1997  | Irtych Pavlodar      |                     |                     |
| 1998  | Irtych Pavlodar      |                     |                     |
| 1999  | Alma-Dinamo Alma-Ata |                     |                     |
| 2000  | Astana-Kanaty Astana |                     |                     |
| 2001  | Rakhat Alma-Ata      |                     |                     |
| 2002  | Rakhat Alma-Ata      |                     |                     |
| 2003  | Rakhat Alma-Ata      |                     |                     |
| 2004  | Rakhat Alma-Ata      | Jetysou Taldykorgan |                     |
| 2005  | Rakhat Alma-Ata      | Jetysou Taldykorgan |                     |
| 2006  | Rakhat Alma-Ata      | Jetysou Taldykorgan |                     |
| 2007  | Rakhat Alma-Ata      | Jetysou Taldykorgan |                     |
| 2008  | Rakhat Alma-Ata      |                     |                     |
| 2009  | Jetysou Taldykorgan  |                     |                     |
| 2010  | Jetysou Taldykorgan  | Irtych-Kazkhrom     |                     |
| 2011  | Jetysou Taldykorgan  | Irtych-Kazkhrom     | VK Karaganda        |
| 2012  | Jetysou Taldykorgan  | VK Astana           | Irtych-Kazkhrom     |
| 2013  | Jetysou Taldykorgan  | VK Astana           | Irtych-Kazkhrom     |
| 2014  | Jetysou Taldykorgan  | Irtych-Kazkhrom     | VK Almaty           |
| 2015  | Jetysou Taldykorgan  | Irtych-Kazkhrom     | VK Almaty           |
| 2016  | VK Altaï             | Jetysou Taldykorgan | Irtych-Kazkhrom     |
| 2017  | VK Altaï             | Irtych-Kazkhrom     | Jetysou Taldykorgan |
| 2018  | VK Altaï             | Jetysou Taldykorgan | Irtych-Kazkhrom     |
| 2019  | VK Altaï             | Jetysou Taldykorgan | Irtych-Kazkhrom     |
| 2020  | Jetysou Taldykorgan  | VK Altaï            | Irtych-Kazkhrom     |